# Laurens (Nova York)
Laurens és una població dels Estats Units a l'estat de Nova York. Segons el cens del 2000 tenia 277 habitants.

## Demografia
Segons el cens del 2000, Laurens tenia 277 habitants, 114 habitatges, i 77 famílies. La densitat de població era de 822,7 habitants/km².
Dels 114 habitatges en un 36,8% hi vivien nens de menys de 18 anys, en un 44,7% hi vivien parelles casades, en un 17,5% dones solteres, i en un 31,6% no eren unitats familiars. En el 28,9% dels habitatges hi vivien persones soles el 10,5% de les quals corresponia a persones de 65 anys o més que vivien soles. El nombre mitjà de persones vivint en cada habitatge era de 2,43 i el nombre mitjà de persones que vivien en cada família era de 2,88.
Per edats la població es repartia de la següent manera: un 29,2% tenia menys de 18 anys, un 5,8% entre 18 i 24, un 28,5% entre 25 i 44, un 22,4% de 45 a 60 i un 14,1% 65 anys o més.
L'edat mediana era de 39 anys. Per cada 100 dones de 18 o més anys hi havia 96 homes.
La renda mediana per habitatge era de 27.125 $ i la renda mediana per família de 27.500 $. Els homes tenien una renda mediana de 25.179 $ mentre que les dones 18.750 $. La renda per capita de la població era de 15.527 $. Entorn del 24,4% de les famílies i el 17,9% de la població estaven per davall del llindar de pobresa.